# Concerto pour piano no 19 de Mozart
« Second concerto du Couronnement »
Pour les articles homonymes, voir Concerto pour piano (homonymie).
Le Concerto pour piano no 19 en fa majeur K. 459, est un concerto pour piano et orchestre de Mozart. Le manuscrit porte la date du 11 décembre 1784 et a été joué par l'auteur à l'occasion du couronnement de l'empereur Léopold II d'où son surnom de « Deuxième concerto du couronnement » (le premier étant le concerto que Mozart avait composé exprès pour cette occasion, le Concerto pour piano n° 26 en ré majeur K. 537, qu'il joua lors du même concert).

## Instrumentation
| Instrumentation du Concerto pour piano no 19                         |
| Cordes                                                               |
| premiers violons, seconds violons, altos, violoncelles, contrebasses |
| Bois                                                                 |
| 1 flûte, 2 hautbois, 2 bassons                                       |
| Cuivres                                                              |
| 2 cors en fa (en do dans l'Allegretto)                               |
| Clavier                                                              |
| Piano                                                                |

## Structure
Le concerto comprend 3 mouvements :
1. Allegro, en fa majeur, à , cadence à la mesure 392, 410 mesures - partition
2. Allegretto, en ut majeur, à 
, 159 mesures - partition
3. Allegro assai, en fa majeur, à 
, cadence à la mesure 453, 506 mesures - partition

Durée : environ 28 minutes

Introduction de l'Allegro :